# Лёк-Кем (приток Ижмы)
Лёк-Кем или Лёккем — река в России, течёт по территории городского округа Ухта Республики Коми. Устье реки находится в 407 км по левому берегу реки Ижма на высоте 91 м над уровнем моря. Длина реки составляет 69 км. Протекает через село Кэмдин.

## Притоки
- 14 км: река Сускинаёль[3][6];
- 22 км: река Кемыштасъёль[3].

## Данные водного реестра
По данным государственного водного реестра России относится к Двинско-Печорскому бассейновому округу, водохозяйственный участок реки — Печора от впадения реки Уса до водомерного поста Усть-Цильма, речной подбассейн реки — бассейны притоков Печоры ниже впадения Усы. Речной бассейн реки — Печора.
Код объекта в государственном водном реестре — 03050300112103000075717.